# Future Film Festival
Le Future Film Festival (FFF) est un festival de cinéma international dédié au film d'animation et aux effets spéciaux se déroulant chaque année, depuis 1999, à Bologne, en Émilie-Romagne.

## Déroulement
Le centre de presse, le bureau des accréditations, les tables rondes et l'espace détente sont regroupés sous l'appellation « Futur village » située au palazzo Re Enzo sur la piazza Nettuno.
C'est un festival de cinéma  - ouvert aux professionnels ainsi qu'aux passionnés ou aux simples curieux -  qui a pour objectif de découvrir et de promouvoir l'animation et les nouvelles technologies appliquées au cinéma notamment auprès d'un jeune public et d'artistes de différentes cultures et nations.
Il met en concurrence une sélection de longs métrages et une sélection de courts métrages dont les projections ont lieu dans une ou plusieurs salles de cinéma du centre-ville. Des prix récompensent  les œuvres ayant le mieux utilisé les nouvelles technologies numériques, et le « Grand Prix Platinium » est attribué au meilleur film en compétition.
La quatorzième édition a eu lieu du 27 mars au 1er avril 2012.

## Palmarès

### Grand Prix Platinium
- 2007 : L'Homme-orchestre d'Andrew Jimenez (États-Unis);
- 2008 : 5 centimètres par seconde de Makoto Shinkai (Japon);
- 2009 : Fierro de Norman Ruiz et Liliana Romero (Argentine);
- 2010 : Panique au village de Stéphane Aubier et Vincent Patar (Belgique);
- 2011 : No Longer Human de Morio Asaka (Japon).
- 2012 : Lettre à Momo de Hiroyuki Okiura (Japon).
- 2013 : Anima Buenos Aires de María Verónica Ramírez (Argentine).
- 2014 : Cheatin de Bill Plympton (États-Unis).
- 2015 : L'île de Giovanni de Mizuho Nishikubo (Japon).